# Фулен
Фулен (фр. Foulain) насеље је и општина у североисточној Француској у региону Шампањ-Арден, у департману Горња Марна која припада префектури Шомон.
По подацима из 2011. године у општини је живело 736 становника, а густина насељености је износила 28,01 становника/km². Општина се простире на површини од 26,28 km². Налази се на средњој надморској висини од 285 метара.

## Демографија
| 1962. | 1968. | 1975. | 1982. | 1990. | 1999. | 2011. |
| ----- | ----- | ----- | ----- | ----- | ----- | ----- |
| 614   | 629   | 583   | 717   | 728   | 737   | 736   |

График промене броја становника у току последњих година